# Puhoi
Puhoi es una comuna y pueblo de la República de Moldavia ubicada en el distrito de Ialoveni.
En 2004 tiene 5542 habitantes, de los cuales 5493 son étnicamente moldavos-rumanos.
Se conoce la existencia de la localidad desde el siglo XV. El topónimo significa etimológicamente "gran corriente de agua".
La localidad se ubica en el este del distrito, sobre la carretera R32, 20 km al sureste de Chisináu.